# Reitendes Feldjägerkorps
Das Reitende Feldjägerkorps war ein Kavallerieverband mit besonderen Aufgaben in der Preußischen Armee. Es bestand von 1740 an aus gelernten Jägern und später vor allem auch aus Forstakademikern. Seit 1798 hatten sämtliche Mitglieder Offiziersrang. 1919 wurde es aufgelöst.

## Auftrag
Seine Aufgabe als Stabskavallerie waren Erkundungs- und Kurierdienste, im 19. Jahrhundert ausschließlich letztere. In der unmittelbaren Nähe des Königs befanden sich stets mehrere Feldjäger, die seine Briefe und sonstigen Nachrichten entgegennahmen und sofort zu befördern hatten. Der Kurierdienst umfasste ebenso die Bewältigung des diplomatischen Schriftverkehrs vom Auswärtigen Amt, speziell der chiffrierten Depeschen, zu den Botschaften im Ausland und umgekehrt. Der jeweils diensttuende Feldjäger reiste von Berlin mit dem Nachtexpress ab. Er trug Zivil und war verpflichtet, für die Sendungen Leib und Leben einzusetzen.
 Besondere militärpolizeiliche Befugnisse wie die heutigen Feldjäger hatte das Korps nicht, deren Aufgaben wurden im altpreußischen Heer im Bereich der Strafverfolgung von den Regimentsprofosen, im Bereich der allgemeinen Sicherheit (Patrouillen um die Garnisonen u. ä.) insbesondere von den Husaren wahrgenommen.

## Formationsgeschichte
Das am 24. November 1740 aufgestellte Feldjägerkorps zu Pferde wurde 1756 zum Reitenden Feldjägerkorps. Zunächst unter dem Oberjäger Schenck in Stärke von einem Oberjäger, einem Assistenten und zwölf Feldjägern aus Forst- und Jagdbeamten gebildet, wuchs die Stärke im Laufe des Ersten Schlesischen Krieges auf insgesamt 110 Mann. Mit Kriegsende auf Friedensstärke von drei Oberjägern und 60 Feldjägern gebracht, wuchs mit Ausbruch des Zweiten Schlesischen Krieges 1744 die Truppe auf sechs Oberjäger, 167 Feldjäger und einen Feldscher. Das Korps wurde eingeteilt in zwei Schwadrons zu je einem Rittmeister, drei Oberjägern und 84 Feldjägern; 1791 wurden beide Schwadrons vereinigt, 1808 wurde das Korps verkleinert und erhielt 1811 eine Sollstärke von drei Oberjägern und 77 Feldjägern unter dem Befehl des Chefs. 1798 erhielten die Oberjäger offiziell Offiziersrang, 1808 verlieh man Offiziers-Portepees an sämtliche Feldjäger und ab 1871 wurden nur mehr Offiziere eingestellt.
 Um 1900 bestand es aus zwei Oberjägern (Oberleutnants) und 80 Feldjägern (Leutnants). Chef des Korps war der Generaladjutant des Königs, Kommandeur der Inspekteur der Jäger und Schützen.

## Besonderheiten beim Ersatz
Ab dem frühen 19. Jahrhundert rekrutierte sich das Korps ausschließlich aus Forstassessoren bzw. Absolventen, die ein Studium der Forstwissenschaft abgeschlossen hatten. Aufnahmeprüfung für das Feldjägerkorps war das sogenannte „Feldjägerexamen“, welches Kenntnisse moderner Sprachen und Reitfähigkeiten erforderte. Die Aufnahme in das Feldjägerkorps erfolgte aber erst durch Abstimmung der jeweils aktiven Korpsmitglieder bei gleichem Stimmrecht. 1866 bestand das reitende Feldjägerkorps überwiegend aus bürgerlichen Mitgliedern. Die Zahl der Angehörigen des Adels stieg in den folgenden Jahrzehnten stetig immer mehr an, so dass 1914 die Mitglieder bürgerlicher und adliger Herkunft jeweils ca. die Hälfte der Mitglieder des Feldjägerkorps ausmachten.
Nach Gründung der Forstakademien wurden die Feldjäger, die sich noch nicht im Kurierdienst befanden, beurlaubt und zum Studium der Forstwissenschaften an die Forstakademie Eberswalde oder die Forstakademie Hann. Münden abkommandiert. Dort lebten die Feldjäger weiterhin mit militärischer Disziplin und Rangfolge auf dem eigenen „Kommandohaus“. Häufig blieben die Feldjäger solange im Korps, bis für sie eine Stelle als Oberförster frei wurde.

## Garnison
Die Garnison war 1740 Berlin, Potsdam, Charlottenburg und Köpenick. 1746 wurde Köpenick die Hauptgarnison mit Feldjägerkommandos in Berlin, Potsdam und Zehlendorf. 1808 wurde Köpenick alleiniger Standort, 1812 Berlin, später endgültig Charlottenburg.

## Uniform

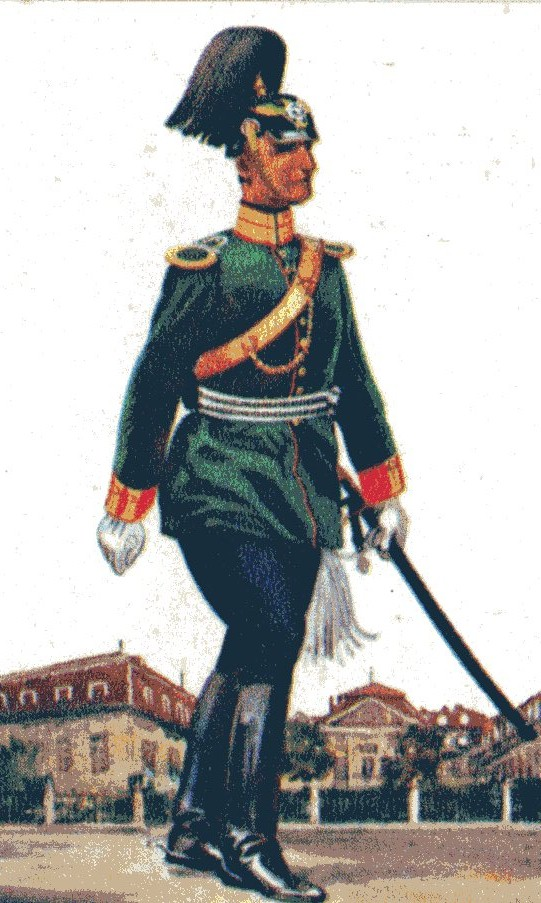
Leutnant des Reitenden Feldjägerkorps um 1910

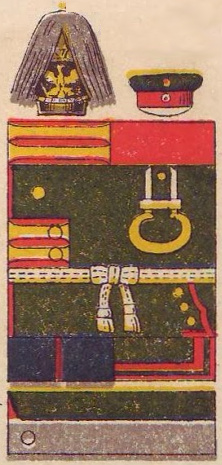
Schematische Darstellung der Uniform nach Einführung von Pickelhaube und Gardelitzen (1890)

Die Uniform folgte stets dem Stil der preußischen Dragoner, jedoch mit zeisiggrünem, rabattenlosen Uniformrock, roter Abzeichenfarbe, gelben Knöpfen, schwarzem Hut, paillefarbener Hose und Weste. Die Uniform machte die allgemeine Entwicklung mit, in den Befreiungskriegen wurden dunkelblaugraue Hosen mit rotem Vorstoß und der Zweispitz eingeführt. 1843 wich der Hut der Pickelhaube. Mit der festen Zuordnung zum Gardekorps wurden auch Gardelitzen eingeführt.

## Chefs
| Dienstgrad             | Name                                    | Tag der Ernennung                 |
| ---------------------- | --------------------------------------- | --------------------------------- |
| Generalmajor           | Hans Christoph Friedrich von Hacke      | 01. Juli 1740                     |
| Oberst                 | Johann von Buddenbrock                  | 04. Juni 1750                     |
| Generalmajor           | Johann Ludwig von Ingersleben           | 01. Dezember 1754                 |
| Generalmajor           | Moritz Franz Kasimir von Wobersnow      | 01. Dezember 1757                 |
| Oberst                 | Hans-Friedrich von Krusemark            | 19. Januar 1759                   |
| Oberst                 | Heinrich Wilhelm von Anhalt             | 01. Juni 1768                     |
| Oberst                 | Friedrich Wilhelm von Götzen der Ältere | 05. Juli 1781                     |
| Oberst                 | Ernst Friedrich Carl von Hanstein       | 24. August 1784                   |
| Oberst                 | Levin von Geusau                        | 01. November 1787                 |
| Oberst                 | Hans Rudolf von Bischoffwerder          | 28. August 1790                   |
| Oberst                 | Wilhelm von Zastrow                     | 03. Januar 1798                   |
| Oberst                 | Karl Leopold von Köckritz               | 20. Mai 1806                      |
| Generalleutnant        | Karl Friedrich von dem Knesebeck        | 17. Februar 1822                  |
| Generalleutnant        | August Wilhelm von Neumann-Cosel        | 14. Oktober 1847                  |
|                        | unbesetzt                               | 20. Mai 1865 bis 8. Dezember 1869 |
| General der Infanterie | Adolf von Bonin                         | 09. Dezember 1869                 |
| General der Kavallerie | Karl Friedrich von der Goltz            | 11. Januar 1873                   |
| Generalfeldmarschall   | Leonhard von Blumenthal                 | 12. April 1888                    |
| General der Infanterie | Bernhard von Werder                     | 18. Januar 1901                   |
| General der Infanterie | Hans von Plessen                        | 18. September 1907                |

## Tradition
Die Tradition des Korps wird seit 1919 von der Akademischen Vereinigung Feldjäger bewahrt.